# لا مكان (فلم 2023)
لا مكان هو فيلم إثارة البقاء على قيد الحياة لعام 2023 من إخراج ألبرت بينتو [ كاليفورنيا ] من سيناريو إرنست رييرا وميغيل روز وإنديانا ليستا وشون وينسلو وتيريزا روزندوي والذي يقوم ببطولته آنا كاستيلو جنبًا إلى جنب مع تامار نوفاس . تجري أحداث الفيلم في بيئة بائسة، وتدور أحداث الفيلم حول ميا (كاستيلو)، التي انفصلت عن زوجها بعد أن استولت حكومة شمولية على وطنها.

## لمحة
قررت ميا ونيكو مغادرة إسبانيا بسبب الأزمة العالمية التي تسببت في نقص الضروريات وظهور حكومة استبدادية تقتل المدنيين في محاولة للسيطرة على نقص الموارد. يخشى الزوجان على حياتهما وسلامة طفلهما الذي لم يولد بعد. لقد فقدوا في السابق ابنتهم البكر، أوما، التي أخذها الجيش منهم كجزء من محاولة إبادة جماعية لتقليل عدد سكان إسبانيا عن طريق قتل الأطفال والمسنين والنساء الحوامل. يفترض أنها ماتت. تلوم ميا نفسها على أخذ أوما وتحمل الذنب معها. خطة نيكو هي الهروب إلى أيرلندا عن طريق نقلهم على متن سفينة شحن. تم ذكر أيرلندا في أحد البرامج الإذاعية باعتبارها واحدة من الدول القليلة المتبقية في أوروبا التي تمكنت من السيطرة على أزمة الموارد والحفاظ على حكومة ديمقراطية (جنبًا إلى جنب مع أيسلندا وروسيا والنرويج). صعد الزوجان إلى حاوية لتحملها شاحنة. لكن المهربين يفصلون بينهما عندما يُجبر نيكو على الخروج من الحاوية والصعود إلى حاوية أخرى. عند نقطة تفتيش عسكرية ، قتل الجيش كل من كان في الحاوية باستثناء ميا التي اختبأت فوق كومة من الصناديق. لاحقًا، تحاول ميا الاتصال بنيكو لتحذيره من الخطر لكنها تفشل في الوصول إليه. يتم تحميل جميع الحاويات، بما في ذلك حاويات ميا، على متن سفينة. تسببت عاصفة لاحقة في سقوط الحاويات في المحيط. تحتوي حاويتها، التي تمتلئ بالماء ببطء، على شحنة من حاويات منزلية من تابروير ، وسماعات أذن معبأة، وأجهزة تلفزيون ذات شاشات مسطحة معبأة، وفودكا معبأة في زجاجات، وأغطية للرأس، وكلها تستخدمها لمساعدة نفسها على البقاء، بالإضافة إلى مثقاب، وبعض الأشرطة اللاصقة، وشريط. سكين القلم التي تمكنت من إنقاذها من قبل. عند سماع الصراخ، نظرت إلى ثقب الرصاصة، ومن خلاله رأت حاوية أخرى مكتظة بالناس وتغرق تحت الماء، على بعد أمتار قليلة. بعد يومين في الحاوية، اتصل بها نيكو وأخبرها أنه في طريقه لإنقاذها. في تلك الليلة، أنجبت ميا ابنتها نوا خلال عاصفة. تصبح ميا مصممة على القتال من أجل فرصها في البقاء على قيد الحياة على الرغم من ضعفها الشديد، ولديها أوهام أوما، واللجوء إلى أكل مشيمتها. مع ارتفاع مستوى المياه داخل الحاوية، تمكنت ميا من إحداث ثقب في السقف باستخدام المثقاب والسكين، وتتسلق هي ونوا فوقه. أثناء محاولتها جذب انتباه طائرة عابرة، أصيبت ميا بجرح شديد في ساقها. تقوم بخياطته باستخدام أجزاء من أجهزة التلفاز وتستخدم بعض الفودكا لتعقيم الجرح. وتمكنت لاحقًا من صيد الأسماك باستخدام شبكة مؤقتة. يتصل نيكو بميا بعد عشرين يومًا تقريبًا، ويكشف عن حالته الصحية المحفوفة بالمخاطر بعد إطلاق النار عليه وفرصته غير المتوقعة في البقاء على قيد الحياة. تشعر ميا بالصدمة لكنها تشارك خبر ولادة ابنتهما مع نيكو في محادثتهما الأخيرة. يحث نيكو ميا على مواصلة القتال والوصول إلى أيرلندا، ويعدها بأن تكون معهم دائمًا بالروح. تقوم ميا ببناء طوف مؤقت باستخدام مواد من الحاوية وتنجرف في المحيط بعد غرق الحاوية، على أمل حدوث معجزة. في النهاية، رأت عائلة على متن قارب صيد نوا على الطوافة العائمة. لكن ميا فاقد للوعي ومقيد بالطوف بحبل. لقد أحضروها على متن قاربهم وقاموا بإجراء الإنعاش القلبي الرئوي ونجحوا في إنعاشها. يتم إنقاذ ميا ونوا وإحضارهما إلى شواطئ أيرلندا.

## روابط خارجية
لا مكان نسخة محفوظة 3 فبراير 2024 على موقع واي باك مشين. على موقع كلاسيك نسخة محفوظة 3 فبراير 2024 على موقع واي باك مشين.